# 281. Sicherungs-Division
La 281. Sicherungs-Division fu una divisione di sicurezza dell'esercito tedesco attiva durante la seconda guerra mondiale che venne creata nel marzo 1941 e fu schierata sul fronte orientale, dove fu sciolta nel novembre 1944, per poi essere riformata nel gennaio 1945 nella 281. Infanterie-Division che venne fatta prigioniera dagli inglesi nel maggio 1945.

## Storia

### 281. Sicherungs-Division
La divisione fu costituita il 15 marzo 1941, presso l'area di addestramento militare di Groß-Born, da un terzo della 207. Infanterie-Division. Dopo l'inizio dell'operazione Barbarossa, la divisione marciò attraverso la Lituania e la Lettonia e fu poi schierata con compiti di sicurezza nelle retrovie della 16. Armee, nell'area intorno a Ostrow. Durante l'avanzata attraverso la Lituania e la Lettonia, le truppe da combattimento della divisione (verstärktes Infanterie-Regiment 368; II./Artillerie-Regiment 207) furono continuamente in azione in prima linea e dall'agosto al settembre 1941 nell'area a sud di Staraja Russa.
Nel dicembre 1941, dopo un'operazione nelle retrovie dell'Heeresgruppe Nord, la divisione riferì: durante l'operazione 317 partigiani furono fucilati, 23 villaggi bruciati, 11 campi partigiani distrutti, 7 depositi di munizioni catturati, 3 ospedali e 12 edifici residenziali distrutti. Perdite proprie: 6 morti, 8 feriti.
Dall'ottobre 1941 al febbraio 1943 fu schierata sul fronte settentrionale di Demyansk e da marzo a maggio 1943 combatterono a sud di Staraya Russa e da giugno a settembre 1943 contro i partigiani a sud del lago Ilmen. Dall'ottobre alla fine del 1943 le truppe da combattimento presero parte alla battaglia di Nevel e nel gennaio 1944 fu schierata sulla linea ferroviaria Opochka - Novossokolniki. Le truppe di combattimento furono spostate su rotaia nella zona a nord di Dno e nel febbraio 1944 furono trasferite sul lago Peipus, dove le truppe da combattimento si riunirono alla divisione. Da marzo a maggio 1944, la divisione fu impiegata per operazioni di sicurezza e antipartigiane nell'area tra Polotsk e Opochka. Tra giugno e luglio si ritirò attraverso il Daugava fino in Curlandia dove arrivò a settembre. Da ottobre è stata schierata nella zona tra Tukkum e Doblen e con ordinanza dell'11 novembre 1944 la divisione venne riorganizzata nella 281. Infanterie-Division.

### 281. Infanterie-Division
La 281. Infanterie-Division fu istituita nel gennaio 1945 in Curlandia dalla 281. Sicherungs-Division; al momento della riorganizzazione e ridenominazione, la divisione era situata nell'area tra Tukkum e Dobeln, nella sacca di Curlandia. Nel febbraio 1945 la divisione fu trasportata via mare da Libau a Danzica e utilizzata per attaccare Arnswalde e Landsberg, tuttavia ciò fu seguito da diverse battaglie in ritirata passando attraverso Stargard, fino ad arrivare in Pomerania, a ovest di Neubrandenburg, da dove si spostò nella zona di Schwerin, dove alla fine della guerra fu fatta prigioniera dagli inglesi.

## Ordine di battaglia
281. Sicherungs-Division 1942
- verstärktes Infanterie-Regiment 368
- II./Artillerie-Regiment 207
- Wach-Bataillon 707
- Landesschützen-Regimentsstab 107
- Divisions-Nachrichten-Abteilung 822
- Divisionseinheiten 368

281. Sicherungs-Division 1944
- Grenadier-Regiment 368
- Sicherungs-Regiment 107
- III./Polizei-Regiment 9
- Ost-Reiter-Abteilung 281
- Panzer-Kompanie 281
- Artillerie-Abteilung 281
- Divisions-Nachrichten-Abteilung 822
- Divisionseinheiten 368

281. Infanterie-Division
- Grenadier-Regiment 322
- Grenadier-Regiment 368
- Grenadier-Regiment 418
- Feldersatz-Bataillon 281
- Divisions-Füsilier-Kompanie 281
- Panzerjäger-Kompanie 281
- Artillerie-Regiment 281
- Nachrichten-Abteilung 822
- Pionier-Bataillon 281
- Divisions-Versorgungs-Regiment 281

## Decorazioni
Alcuni soldati della 281. Sicherungs-Division e della 281. Infanterie-Division furono premiati per le loro azioni in guerra:
- Croce Tedesca
  - in oro: 6
- Croce di Cavaliere della croce di ferro: 3

## Comandanti
281. Sicherungs-Division
- Generalleutnant Friedrich Bayer (14 marzo 1941 - 1º ottobre 1941)
- Generalleutnant Theodor Scherer (1º ottobre 1941 - 20 giugno 1942)
- Generalleutnant Wilhelm-Hunold von Stockhausen (20 giugno 1942 - dicembre 1942)
- Generalmajor Bruno Scultetus (dicembre 1942 - 10 maggio 1943)
- Generalleutnant Wilhelm-Hunold von Stockhausen (10 maggio 1943 - 27 luglio 1944)
- Generalleutnant Bruno Ortner (27 luglio 1944 - 30 luglio 1944)
- Generalmajor Alois Windisch (30 luglio 1944 - 19 settembre 1944)
- Generalleutnant Bruno Ortner (19 settembre 1944 - 11 novembre 1944)

281. Infanterie-Division
- Generalleutnant Bruno Ortner (11 novembre 1944 - maggio 1945)